# Розенгурт, Роман Николаевич
Роман Николаевич Розенгурт (род. 7 мая 1981, Луганск, Украина) — израильский русскоязычный сценарист и юморист, нейропсихолог, автор многих успешных сценариев в различных проектах Украины, России и Европы.

## Биография
Роман Розенгурт родился 7 мая 1981 года в Луганске, в 1996 году иммигрировал в Израиль. После школы он служил в боевых частях «Гивати». В 2010 году получил степень магистра по специальности нейропсихолога в Хайфском Университете.
Роман начал заниматься сценариями в 2005 году во время длительной забастовки учебных заведений, когда друг предложил ему поучаствовать в мозговом штурме для команды КВН «Мост». Штурм оказался настолько удачным, что в скором времени команда вышла в фавориты израильской публики и несколько раз занимала ведущие места.
С 2009 года работал автором юмористического издания «Бесэдер?» под руководством Марка Галесника. В 2010 году победил в нескольких номинациях на Литературном конкурсе фестиваля «Ёшкин Кот».
С 2010 года активно сотрудничает с различными комедийными проектами в России («Нереальная история», «Шесть кадров», «Женская Лига») и Украине («Три Сестры», «Красотки»). В это же время проходит курс «Breaking Into Sitcom Writing» и занимается разработкой ситкомов.
В 2012 занял первое место на питчинге идей «The Next Big Thing» канала «1+1».
Параллельно со сценарной деятельностью продолжает заниматься исследованиями мозга, в том числе и нейрофизиологическими основами юмора.

## Фильмография
- 2010 — «Женская Лига» (скетчком, ТНТ, Россия)
- 2011 — «Три Сестры» (комедийный сериал, К1, Украина), 2-6 сезоны
- 2011 — «ПанАехало» (скетчком, К1, Украина)
- 2011 — «Красотки» (комедийный сериал, Новый Канал, Украина)
- 2011 — «Нереальная история» (скетчком, СТС, Россия)
- 2012 — «6 кадров» (скетчком, СТС, Россия)
- 2012 — «Дневник Беременной» (комедийный сериал, К1, Украина)
- 2014 — «Корабль» (телесериал, СТС, Россия), 1 сезон
- 2015 — «Алиса знает, что делать!» (мультсериал, СТС, Россия)
- 2016 — «Лучшая неделя в моей жизни» (комедийный сериал, 1+1, Украина)
- 2016 — «150 кг» (вебсериал)
- 2016 — «Speech!ess» (вебсериал)
- 2016 — «Село на миллион» (комедийный сериал, 1+1, Украина)
- 2017 — «Село на миллион-2» (комедийный сериал, 1+1, Украина)
- 2017 — «Суббота» (комедийный сериал, 1+1, Украина)
- 2018 — «Фиксики» (мультсериал, Россия-1, Россия)
- 2020 — «Фиксики. Новенькие» (мультсериал)
- 2021 — «Монсики» (мультсериал)